# Équipe du Mexique féminine de volley-ball
L'équipe du Mexique féminine de volley-ball est composée des meilleures joueuses mexicaines sélectionnées par la Fédération mexicaine de volley-ball (Federación Mexicana de Voleibol, FMV). Elle est classée au 24e rang de la Fédération internationale de volley-ball au 10 juillet 2022.

## Sélection actuelle
Sélection pour les Jeux d'Amérique centrale et des Caraïbes 2010.
Entraîneur :  Jose Bernal ; entraîneur-adjoint :  Felipe Bernal

## Palmarès et parcours

### Palmarès
- Championnat d'Amérique du Nord (2)
  - Vainqueur : 1969, 1971
  - Troisième : 1975, 1979, 1981
- Jeux Panaméricains (1)
  - Vainqueur : 1955
  - Troisième : 1963, 1971, 1975
- Jeux d'Amérique centrale et des Caraïbes (3)
  - Vainqueur : 1938, 1959, 1966
  - Finaliste : 1974, 1978, 1982, 1986, 1990, 1993
  - Troisième : 1946, 1962, 1970, 2002

### Parcours

#### Jeux olympiques
| - 1964 : non qualifié - 1968 : 7e - 1972 : non qualifié - 1976 : non qualifié - 1980 : non qualifié - 1984 : non qualifié - 1988 : non qualifié - 1992 : non qualifié - 1996 : non qualifié - 2000 : non qualifié | - 2004 : non qualifié - 2008 : non qualifié - 2012 : non qualifié |

#### Championnats du monde
| - 1952 : non qualifié - 1956 : non qualifié - 1960 : non qualifié - 1962 : non qualifié - 1967 : non qualifié - 1970 : 12e - 1974 : 10e - 1978 : 15e - 1982 : 13e - 1986 : non qualifié | - 1990 : non qualifié - 1994 : non qualifié - 1998 : non qualifié - 2002 : 21e - 2006 : 21e - 2010 : non qualifié - 2014 : 21e |

#### Championnat d'Amérique du Nord
| - 1969 : Vainqueur - 1971 : Vainqueur - 1973 : 4e - 1975 : 3e - 1977 : 6e - 1979 : 3e - 1981 : 3e - 1983 : 4e - 1985 : non qualifié - 1987 : 4e | - 1989 : 4e - 1991 : 4e - 1993 : 4e - 1995 : 6e - 1997 : 6e - 1999 : 6e - 2001 : 4e - 2003 : non qualifié - 2005 : 7e - 2007 : 6e | - 2009 : 6e - 2011 : 5e - 2013 : 5e - 2015 : 6e - 2019 : 5e - 2021 : 5e - 2023 : 5e |

#### Jeux Panaméricains
| - 1955 : Vainqueur - 1959 : Non qualifié - 1963 : 3e - 1967 : 5e - 1971 : 3e - 1975 : 3e - 1979 : 5e - 1983 : Non qualifié - 1987 : Non qualifié - 1991 : Non qualifié | - 1995 : Non qualifié - 1999 : Non qualifié - 2003 : 8e - 2007 : 7e - 2011 : 8e |

#### Coupe panaméricaine
| - 2002 : 4e - 2003 : 8e - 2004 : 7e - 2005 : 7e - 2006 : 9e - 2007 : 10e - 2008 : 10e - 2009 : 9e - 2010 : 9e - 2011 : 9e | - 2012 : 12e - 2013 : 12e - 2014 : 8e |

#### Jeux d'Amérique centrale et des Caraïbes
| - 1938 : Vainqueur - 1946 : 3e - 1959 : Vainqueur - 1962 : 3e - 1966 : Vainqueur - 1970 : 3e - 1974 : Finaliste - 1978 : Finaliste - 1982 : Finaliste - 1986 : Finaliste | - 1990 : Finaliste - 1993 : Finaliste - 1998 : ? - 2002 : 3e - 2006 : 4e - 2010 : 5e |